# Barney Cable
Byrum William Cable, detto Barney (Rochester, 29 luglio 1935), è un ex cestista statunitense, professionista nella NBA.

## Carriera
Venne selezionato dai Detroit Pistons al secondo giro del Draft NBA 1958 (10ª scelta assoluta).

## Palmarès
- Campione NIT (1957)
- 2 volte campione EPBL (1966, 1967)